# 芸人街道膝栗毛。
『芸人街道膝栗毛。』（げいにんかいどうひざくりげ。）は、MSD-ジャパンから発売された漫才を題材としたシミュレーションゲーム。
2003年には大創出版の「ザ・ゲームシリーズ46 ツッコミ漫才ゲーム」として販売された。

## 概要
文字通り漫才をモチーフにしたゲーム。
製作者が1997年頃にMacromedia Directorで作成したフリーソフト『突っ込みウォーズ』のタイトルで配信したのが始まりとされている。製作に至って漫才を題材として選んだ理由としては「今までにないジャンルのゲームを作りたい」という考えから、「お笑いのゲームがいい」と思いついたと述べている漫才のネタを考えたり、ツッコミの種類によって反応を変える事をゲームで表現するのが一番苦労したと述べている。
フリーソフト版は後に練習などを改良を加えた『芸人街道爆進中？』のタイトルで配信された。

## ゲームのルール
プレイヤーは漫才コンビ「マネキン兄弟」（声：檜垣紀行）のツッコミ役となり、相方のボケに的確なツッコミを入れながら観客をわかせていく。
漫才中はフルボイスで進むが、テキストは表示されないため、注意深く聞きながらツッコミを入れなければならない。
ツッコミには「なんでやねん」「やかましわ」「のりつっこみ」「なにしてんねん」「もうええわ」と書かれた5つのボタンが表示されているため、ボケの内容にあったツッコミを的確に入れなければならない。
漫才が終了すると評価が始まり、評価が高ければ受賞となる。100点をとるとエンディングに移行するが、ツッコミの失敗が続くと仲間割れを起こしてその場で強制解散となり、ゲームオーバーとなってしまう。

## モード
ゲームを始めると楽屋の様な場所で待機している。楽屋内の各所をクリックするとツッコミがリアクションを見せる。
修行編

ネタ選択
大会に出場する際に披露する持ちネタを選ぶ。選び終えると漫才が始まる。持ちネタは全部で7種類（ダイソー版では3種類に減らされている。）あり、客層によって好むネタが違い、どういったネタが観客受けするのかはマネージャーのヒントから推測出来る。